# トータヴェル
トータヴェル （Tautavel、カタルーニャ語:TalteüllまたはTaltehull）は、フランス、オクシタニー地域圏ピレネー＝オリアンタル県のコミューン。

## 地理
県北部、アリー谷の中にあるトータヴェルは、コルビエール地方に属する。アリー谷はオード県との境となっている。村にはアリー川の支流ヴェルドゥーブル川が流れる。

## 由来
1011年にTaltevulの名で初めて現れた。1020年にはTaltevolo、その後Taltehullとなった。

## 歴史

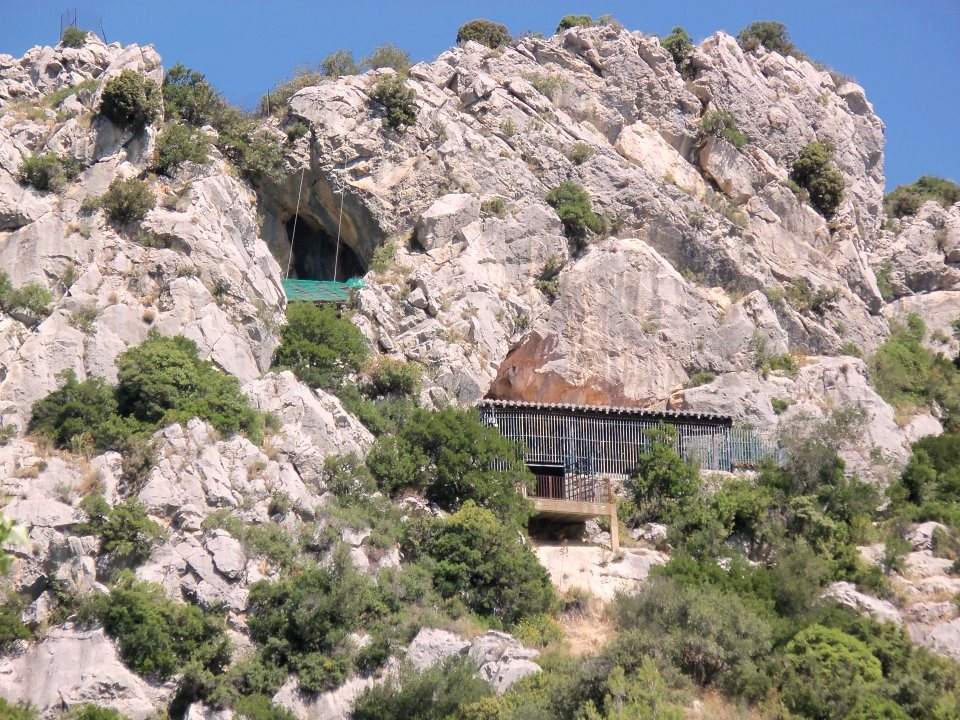
アラゴ洞窟入口

現在のトータヴェル近くに、1963年以降の考古学的調査で国際的に知られるようになったアラゴ洞窟（Caune de l'Arago、cauneとはカタルーニャ語で「洞窟」）がある。この洞窟は先史時代より谷を見下ろす位置にあった。
整然とした発掘調査が行われて7年後、1971年7月、プロヴァンス大学のアンリ・ド・ラムリー教授のチームが35万年前の人類の頭骨を発掘した。その頭骨は20歳の男性で、身長160cmのトータヴェル人であった。トータヴェル人はホモ・ハイデルベルゲンシスに属し、後退した額、高い頬骨、頑丈な顎といった初期のヨーロッパ人の特徴をすべて備えていた。それ以来、毎年恒例の発掘調査で100人以上の人類の化石が見つかった。
洞窟内での発掘調査は、ホモ・ハイデルベルゲンシスの集団の生活や環境を研究するのに役立った。そしてこの地には、69万年前から6万年前までの間、流浪しながら狩りをする人々が訪れていたことを示唆している。

## 人口統計
| 1962年 | 1968年 | 1975年 | 1982年 | 1990年 | 1999年 | 2007年 |
| ------ | ------ | ------ | ------ | ------ | ------ | ------ |
| 978    | 947    | 776    | 654    | 738    | 851    | 916    |

参照元:INSEE · 